# Raška (region)

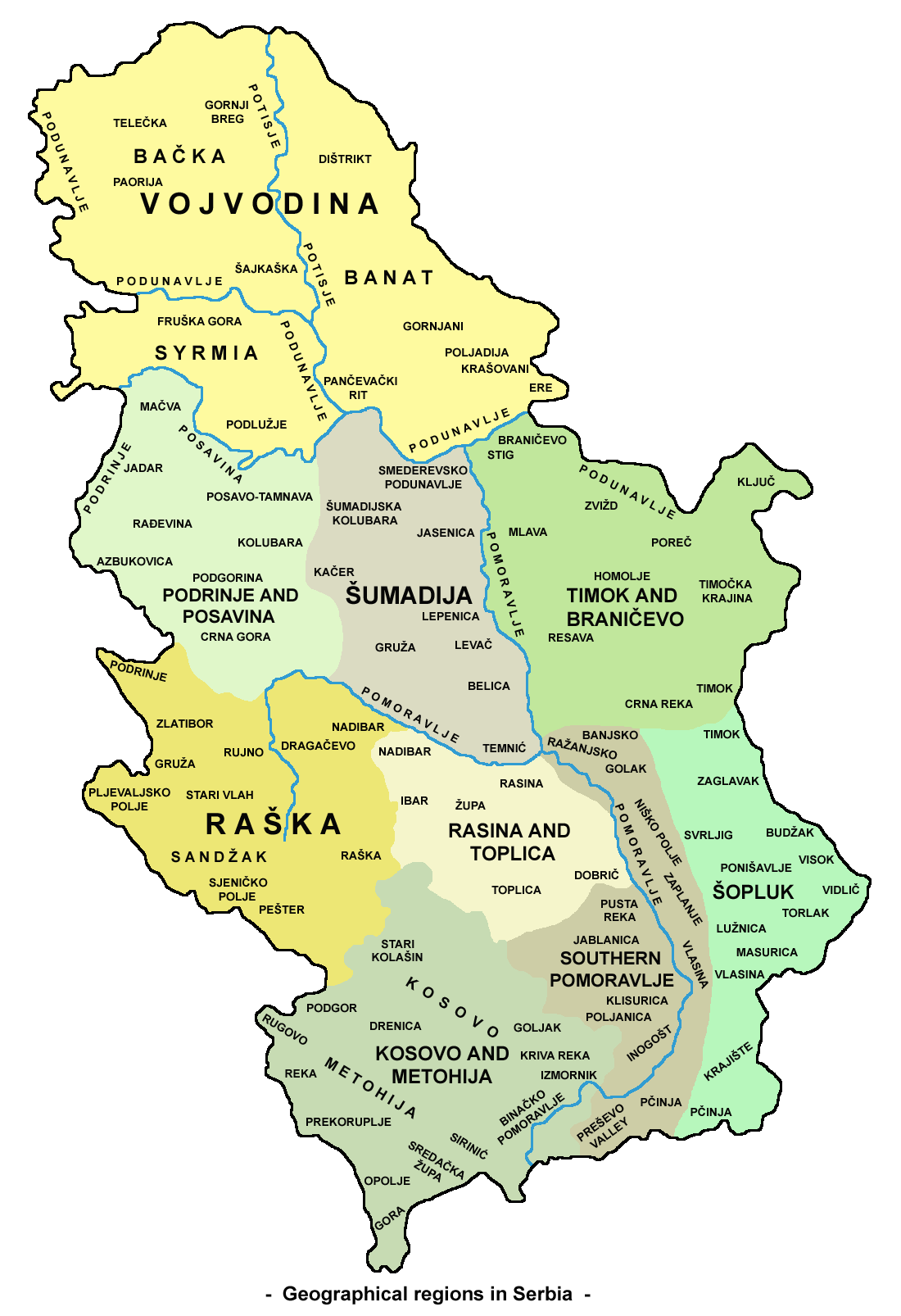
Poloha regionu na mapě Srbska

Znak Rašky: tři stříbrné podkovy v modrém poli

Raška (latinsky Rascie) je historicko-geografická oblast v jihozápadním Srbsku, v hornaté krajině hraničící s Černou Horou a Bosnou a Hercegovinou v povodí horní Driny a Západní Moravy. V jižní části se překrývá s historickým regionem zvaným Sandžak. Raška získala svůj název podle stejnojmenné řeky, která se zase nazývá podle hradu Ras.

## Význam regionu
Samotné jméno Rasi(j)a (Raška) se poprvé připomíná roku 1189. Jelikož podle něj byl ve středověku nazván státní útvar obývaný převážně Srby, vžilo se v některých jazycích jako označení pro celý tento národ (Rašani, Raizen, anglicky Rascians), např. mezi Němci, Benátčany a Maďary (dodnes mnohá sídla v Maďarsku nesou předponu Rác(z)- podle původní srbské menšiny). Teprve rozmachem nacionalismu v 19. století se obecně prosadila etnonyma odvozená z domácího pojmenování Srb.
Jméno Rašky dnes nese Rašský okruh, jedna z administrativních součástí moderní Republiky Srbsko. Raška je i název městečka při ústí řeky Rašky do Ibaru.

## Raška v dějinách
V dobách středověku byla Raška jedním ze srbských států. Její vládci (župani) začali od počátku 12. století organizovat vojenské pochody proti Byzantské říši. Rašský vládce Stefan Nemanja se v druhé polovině téhož století stal nejmocnějším ze srbských vladařů. Sídlem župy bylo město (hrad) Ras, které se nacházelo nedaleko dnešního Nového Pazaru. Z tohoto území se pod vládou Nemanjových potomků ze stejné dynastie, která byla známá jako Nemanjićové později vytvořilo středověké srbské království. Během osmanské vlády patřilo území Bosně, pod označením Novopazarský sandžak. Současný region Sandžak (rozléhající se na pomezí Srbska a Černé Hory), pod který spadá mnohem větší část území než jen Rašský okruh, bylo územím Bosny i před příchodem Osmanské říše. Jméno Sandžak (perský název pro kraj), které označovalo osmanskou správní oblast, se časem vžilo i jako místní označení pro část regionu Raška.